# Oribatula prominens
Oribatula prominens är en kvalsterart som först beskrevs av Bayartogtokh och Aoki 1998.  Oribatula prominens ingår i släktet Oribatula och familjen Oribatulidae. Inga underarter finns listade i Catalogue of Life.